# 猪瀬康介
猪瀬 康介（いのせ こうすけ、2000年12月25日 - ）は、茨城県出身のプロサッカー選手。Jリーグ・SC相模原所属。ポジションは、ゴールキーパー（GK）。

## 来歴
鹿島アントラーズのアカデミー出身。つくばジュニアユースからユースに昇格できず、流通経済大学付属柏高校へ進学。3年次は守護神候補だったが、春休みに負った怪我をきっかけに1年生GK松原颯汰が台頭し、ポジションを失った。全国高校サッカー選手権大会では、準決勝の瀬戸内高校戦で後半30分から途中出場した。
2019年より、FC琉球へ加入。第23節の水戸ホーリーホック戦でプロデビュー。ダニー・カルバハルの負傷と、石井綾が所属元の水戸との試合に出場できない契約であったため出場機会を得た。
2020年シーズン、実質的に第3GKとなる中、4月2日には練習中に負傷。右肩関節唇損傷で復帰見込み4か月の診断。
復帰直後の8月14日には再び練習中に負傷。右膝内側半月板損傷で寒地見込み4か月の診断。2020年シーズンのほとんどを離脱状態で終えた。
2021年も、控えメンバーにも入れない状況が続いたが、シーズン中盤にカルバハルや田口潤人がともに怪我で離脱したため、一時はレギュラーに定着した。しかし田口ら復帰後は再びメンバーから外れた。
2022年4月2日、練習中に負傷。右肩関節唇損傷で復帰見込み4か月の診断。5月14日に手術を行った。
2023年より、SC相模原へ完全移籍。しかしわずか1試合のみの出場となった。
2024年、ブラウブリッツ秋田に期限付き移籍。
2025年、SV相模原に復帰。

## 所属クラブ
- 鹿島アントラーズつくばジュニア
- 鹿島アントラーズつくばジュニアユース
- 流通経済大学付属柏高等学校
- 2019年 - 2022年  FC琉球
- 2023年 -  SC相模原
  - 2024年  ブラウブリッツ秋田（期限付き移籍）

## 個人成績
| 国内大会個人成績 | 国内大会個人成績 | 国内大会個人成績 | 国内大会個人成績 | 国内大会個人成績 | 国内大会個人成績 | 国内大会個人成績 | 国内大会個人成績 | 国内大会個人成績 | 国内大会個人成績 | 国内大会個人成績 | 国内大会個人成績 |
| 年度             | クラブ           | 背番号           | リーグ           | リーグ戦         | リーグ戦         | リーグ杯         | リーグ杯         | オープン杯       | オープン杯       | 期間通算         | 期間通算         |
| 年度             | クラブ           | 背番号           | リーグ           | 出場             | 得点             | 出場             | 得点             | 出場             | 得点             | 出場             | 得点             |
| 日本             | 日本             | 日本             | 日本             | リーグ戦         | リーグ戦         | リーグ杯         | リーグ杯         | 天皇杯           | 天皇杯           | 期間通算         | 期間通算         |
| ---------------- | ---------------- | ---------------- | ---------------- | ---------------- | ---------------- | ---------------- | ---------------- | ---------------- | ---------------- | ---------------- | ---------------- |
| 2019             | 琉球             | 31               | J2               | 1                | 0                | -                | -                | 0                | 0                | 1                | 0                |
| 2020             | 琉球             | 31               | J2               | 0                | 0                | -                | -                | -                | -                | 0                | 0                |
| 2021             | 琉球             | 31               | J2               | 13               | 0                | -                | -                | 1                | 0                | 14               | 0                |
| 2022             | 琉球             | 31               | J2               | 0                | 0                | -                | -                | 0                | 0                | 0                | 0                |
| 2023             | 相模原           | 1                | J3               | 1                | 0                | -                | -                | 0                | 0                | 1                | 0                |
| 2024             | 秋田             | 41               | J2               | 0                | 0                | 0                | 0                | 0                | 0                | 0                | 0                |
| 2025             | 相模原           | 31               | J3               |                  |                  |                  |                  |                  |                  |                  |                  |
| 通算             | 日本             | 日本             | J2               | 14               | 0                | -                | -                | 1                | 0                | 15               | 0                |
| 通算             | 日本             | 日本             | J3               | 1                | 0                | -                | -                | 0                | 0                | 1                | 0                |
| 総通算           | 総通算           | 総通算           | 総通算           | 15               | 0                | -                | -                | 1                | 0                | 16               | 0                |

出場歴
- Jリーグ初出場 - 2019年6月19日 J2第23節 水戸ホーリーホック戦（ケーズデンキスタジアム水戸）